# (1495) Helsinki
(1495) Helsinki es un asteroide perteneciente al cinturón de asteroides descubierto por Yrjö Väisälä desde el observatorio de Iso-Heikkilä, Finlandia, el 21 de septiembre de 1938.

## Designación y nombre
Helsinki fue designado inicialmente como 1938 SW.
Posteriormente se nombró por Helsinki, capital de Finlandia.

## Características orbitales
Helsinki orbita a una distancia media de 2,638 ua del Sol, pudiendo acercarse hasta 2,228 ua. Su inclinación orbital es 12,73° y la excentricidad 0,1556. Emplea 1565 días en completar una órbita alrededor del Sol.